# Tạ Hữu Thanh
Tạ Hữu Thanh (sinh ngày 26 tháng 2 năm 1942 tại xã Thụy Vân, thành phố Việt Trì, tỉnh Phú Thọ; mất ngày 27 tháng 8 năm 2007 tại Hà Nội) là một cựu chính khách Việt Nam. Ông từng là Ủy viên Ban Chấp hành Trung ương Đảng Cộng sản Việt Nam khóa VII, VIII, IX, Tổng Thanh tra Nhà nước.

## Tiểu sử
Ông đã đảm nhiệm các chức vụ: Ủy viên Ban Chấp hành Trung ương Đảng Cộng sản Việt Nam khóa VII, Khoá VIII, Khoá IX; Tổng Thanh tra Nhà nước Việt Nam; Đại biểu Quốc hội khóa X, XI, Chủ tịch UBND tỉnh Hoàng Liên Sơn; Bí thư Tỉnh ủy Yên Bái (1991 - 1994) ; Phó Trưởng ban Kinh tế Trung ương Đảng Cộng sản Việt Nam.
Từ trần ngày 27-8-2007 tại Hà Nội thọ 65 tuổi. Ông được an táng tại Nghĩa trang Mai Dịch, Hà Nội.